# Monoeca lanei
Monoeca lanei är en biart som först beskrevs av Jesus Santiago Moure 1944.  Monoeca lanei ingår i släktet Monoeca och familjen långtungebin. Inga underarter finns listade i Catalogue of Life.